# Tlenek rutenu(VIII)
Tlenek rutenu(VIII), RuO
4 – nieorganiczny związek chemiczny z grupy tlenków, w którym ruten występuje na VIII stopniu utlenienia.
Może zostać otrzymany poprzez działanie silnym utleniaczem (nadmanganianem potasu, nadchloranem potasu lub chlorem) na zakwaszony roztwór związku rutenu. Stosowany przy otrzymywaniu tlenku osmu(VIII) kwas azotowy jest w tym przypadku zbyt słaby. Reakcja rutenu z nadmanganianem potasu w wodorotlenku potasu zachodzi w stosunku 1:20:2.
Tworzy żółte, iglaste kryształy w układzie jednoskośnym. Topi się w temperaturze 25,4 °C, odznacza się dużą lotnością, a jego cząsteczki mają kształt tetraedru. Podobnie jak tlenek osmu(VIII) ma silne właściwości utleniające, jest jednak od niego mniej stabilny. W stężonym i rozcieńczonym kwasie solnym prowadzi do utlenienia HCl, natomiast w środowisku zasadowym redukuje się do RuO2−
4 (właściwie: [RuO
3(OH)
2]2−
), który tworzy szereg soli, m.in. nadrutenian tetrapropyloamoniowy wykorzystywany jako selektywny utleniacz w syntezie organicznej i nadrutenian potasu K
2RuO
4.
Ogrzewany powyżej 100 °C rozkłada się wybuchowo do tlenku rutenu(VI) i tlenu. Podobnie zachowuje się w temperaturze pokojowej w kontakcie ze związkami organicznymi (np. etanolem, eterem dietylowym, benzenem i pirydyną, a także bibułą filtracyjną), dlatego nie może być stosowany z wieloma rozpuszczalnikami organicznymi. Rozpuszcza się w wodzie, bromie, ciekłym dwutlenku siarki, tetrachlorku węgla (który jest najczęściej wykorzystywany jako rozpuszczalnik dla RuO4) oraz w innych rozpuszczalnikach zawierających chlor.
Tlenek rutenu(VIII) może być stosowany w roztworze CCl
4 jako katalizator niektórych reakcji, np. podczas utleniania disiarczków do sulfotlenków. Destylację tlenku rutenu(VIII) stosuje się podczas wydzielania rutenu z roztworów otrzymanych przez rozpuszczenie surowca zawierającego metale szlachetne.